# Mahmoud Hussein (Journalist)
Mahmoud Hussein (arabisch محمود حسين, DMG Maḥmūd Ḥusain; * 12. Dezember 1966 in Zawya Abou Muslim im Gouvernement al-Dschiza) ist ein ägyptischer Journalist, der als Korrespondent für Al-Jazeera arbeitete, als er von Dezember 2016 bis im 6. Februar 2021 ohne Anklage inhaftiert war. Seine Inhaftierung verstieß gegen ägyptisches Recht und wurde von internationalen Menschenrechtsorganisationen, Organisationen für Medienfreiheit und den Vereinten Nationen verurteilt.

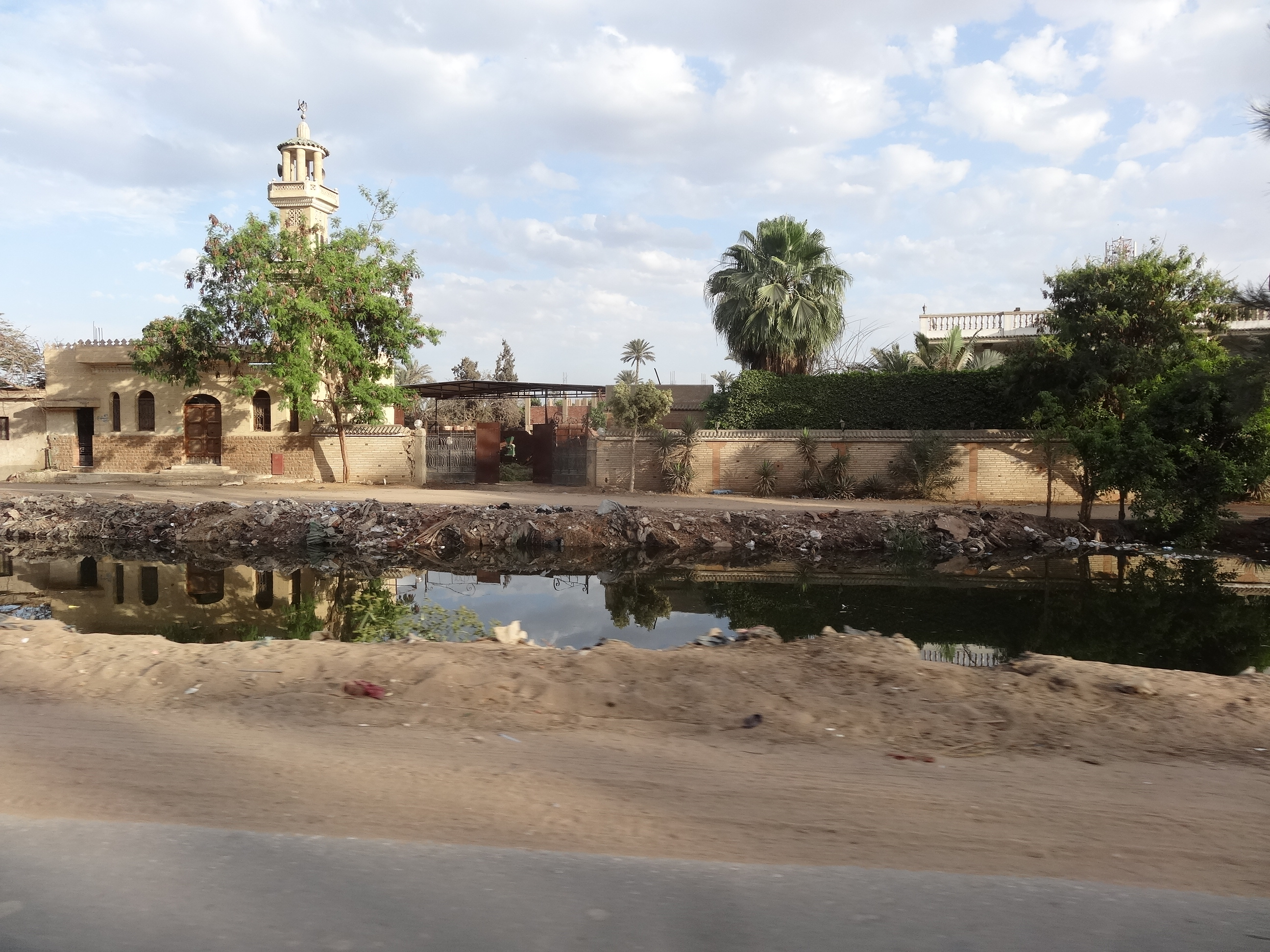
Zawya Abou Muslim im Gouvernement al-Dschiza

 Hussein ist der Sohn eines Landarbeiters. Er hat fünf Schwestern und ist der älteste von vier Brüdern.
Schon in jungen Jahren begeisterte er sich für Naturwissenschaft und er studierte, während er zeitgleich seine berufliche Karriere verfolgte. 1988 schloss er ein Studium der Wirtschaftswissenschaft und Politikwissenschaft an der Universität Kairo ab. 1989 wurde er Bachelor und schloss 1994 ein Studium der Rechtswissenschaft als Bachelor of Laws ab.
Außerdem studierte er Geschichte an der Philosophischen Fakultät der Universität Kairo und erhielt 1998 ein Diplom der Politikwissenschaft vom Institut für Arabistik der Arabischen Liga.

## Berufliche Karriere
Von 1987 bis 1997 begann Mahmoud Hussein seine Karriere als Politikredakteur und dann als Rundfunksprecher beim Radio "Voice of the Arabs". Während dieser Zeit arbeitete unter anderem als Forscher am Al-Ahram Center for Political and Strategic Studies der Al-Ahram-Stiftung und anschließend am Center for Advanced Arabic Study in Cairo (CAASIC). Anschließend arbeitete er am Zentrum für Kulturwissenschaften als Redakteur im Büro der Zeitung Qatari Al Sharq in Kairo.
1997 wurde er Politik-Korrespondent beim staatlichen Nile TV International, wo er später die Redaktion leitete. Hussein arbeitete mit mehreren arabischen Nachrichtensendern zusammen und wurde Kairos Büroleiter von Sudan TV.
2004 war er Korrespondent für den iranischen Al-Alam News Network in Kairo. 2005 war er Korrespondent für Bahrain TV. 2006 war er Korrespondent für Sudan TV. 2007 war er Korrespondent des irakische Al-Rafidain-Kanalbüro. 2008 leite er das sudanesische Fernsehbüro in Kairo. Zeitgleich unterrichtete er Nachrichtenproduktion und -bearbeitung am Radio- und Fernsehinstitut in Kairo des Egyptian Television Network.
Ende 2010 wurde er Korrespondent für Al-Jazeera, berichtete über die Revolution in Ägypten 2011 vom 25. Januar 2011 und setzte seine Arbeit fort, als die ägyptischen Behörden Mitte 2013 das Al-Jazeera-Büro in Kairo schlossen wurde er in die Zentrale des Senders nach Doha versetzt.

## Verhaftung und Inhaftierung
Am 20. Dezember 2016 kehrte Mahmoud Hussein nach Kairo zurück, wo er seinen Jahresurlaub mit seiner Familie verbringen wollte. Er wurde 14 Stunden ohne Rechtsbeistand festgehalten und befragt. Hussein wurde am 23. Dezember 2016 zum zweiten Mal verhaftet, seine Verhaftung wurde aber erst zwei Tage später von den ägyptischen Behörden bekanntgegeben. Hussein wurde vorgeworfen, "Verleumdung staatlicher Institutionen und Verbreiten falscher Nachrichten mit dem Ziel, das Chaos zu verbreiten". Die Vorwürfe wurden von Hussein und dem Al Jazeera Media Network (AJMN) zurückgewiesen. Die ägyptischen Medien verbreiteten Informationen, in denen Hussein als Terrorist und Staatsfeind beschrieben wurde.
Hussein wird in einem Hochsicherheitsgefängnis in Tura (Ägypten) festgehalten, wo er physischen und psychischen Zwang erlebt. In den ersten drei Monaten nach seiner Festnahme wurde er in Einzelhaft gehalten, wo er einen gebrochenen Arm erlitt und keine angemessene medizinische Behandlung erhielt.
Im Mai 2019 lehnte ein ägyptisches Gericht einen Befehl der Staatsanwaltschaft ab, Hussein freizulassen. Stattdessen brachten die Behörden Hussein ins Gefängnis zurück und leiteten eine neue Untersuchung gegen ihn mit nicht näher bezeichneten Anklagen ein. Hussein beantragte, seinen schwerkranken Vater vor dessen Tod im November 2019 im Krankenhaus zu besuchen, aber das wurde vom Gefängnisleiter abgelehnt.
Das ägyptische Strafgesetzbuch beschränkt die Dauer der Untersuchungshaft auf 620 Tage. Husseins Untersuchungshaft hatte im September 2019 1.000 Tage erreicht. Hussein teilt sich eine Zelle mit drei anderen Insassen. Er darf einmal pro Woche Besuch empfangen, bei denen seine Familie Husseins erheblichen Gewichtsverlust beobachtete und Bedenken hinsichtlich seiner Gesundheit entwickelte.

## Hintergrund
Der Vorsitzende des Komitees für arabische Angelegenheiten des Schura-Rats, Saad al-Jamal (Saad al-Gammal)arabisch سعد الجمّال, schrieb Mahmoud Hussein die Produktion des Filmes Al-Asaker zu, der sich kritisch mit den Auswüchsen der Wehrpflicht in Ägypten befasste. Einerseits war der tatsächliche Produzent nicht Mahmoud Hussein und andererseits gehörte Mahmoud Hussein zu den ersten Journalisten, welche ihre Unzufriedenheit mit dem Film zum Ausdruck brachten. Trotzdem wird er verdächtigt, die Streitkräfte Ägyptens verzerrt dargestellt zu haben.
Al-Jazeera berichtete über das Sit-In auf dem Platz um die Rābiʿa-al-ʿAdawiyya-Moschee vom 28. Juni bis 14. August 2013, mit welchem die Anhänger des gewählten Präsidenten Mohammed Mursi die Legitimität von dessen Regierung demonstrierten. Die Repression gegen die Journalisten, welche von der gewaltsamen Auflösung des SitIns berichteten, wurde als Hotel "Marriott-Zelle", in welchem die Journalisten verhaftet wurden, von der Deutsche Wellen thematisiert. Abd al-Fattah as-Sisi fühlt sich durch diese umfassende Berichterstattung als Exponent eines Staatsstreichregimes, weshalb ihm die Beziehungen zu diesem Nachrichtensender schwer fallen. Die ägyptischen Behörden haben durch zahlreiche Verhaftungen von Pressevertretern demonstriert, dass sie es vorziehen, wenn über ihre Gewaltherrschaft nicht berichtet wird.

## Forderungen nach Freilassung
Das Al Jazeera Media Network (AJMN) hat die gegen Hussein erhobenen Vorwürfe zurückgewiesen und seine Freilassung gefordert. Mostefa Souag, der amtierende Generaldirektor von AJMN, hat Husseins Fall als "unbegründete Anschuldigungen und erfundene Anschuldigungen" bezeichnet. Am 1000. Tag seiner illegalen Inhaftierung startete Al Jazeera die Kampagne Free-Mahmoud-Hussein.
Am 3. Februar 2018 betrachtete das Büro des Hohen Kommissars der Vereinten Nationen für Menschenrechte (OHCHR) die Inhaftierung von Hussein als "willkürlich" und forderte seine sofortige Freilassung. Der OHCHR-Bericht kam zu dem Schluss, dass es "keine Rechtsgrundlage im ägyptischen Recht" für Husseins fortgesetzte Untersuchungshaft gibt, und machte auf das Versäumnis der ägyptischen Behörden aufmerksam, berechtigte Beweise vorzulegen.
Das International Press Institute sowie das Amman Center for Human Rights Studies forderten die Freilassung von Hussein. Sein Fall wurde von der Menschenrechtskommission von Tom Lantos detailliert beschrieben.
Der Präsident des Internationalen Journalisten-Föderation, Philippe Leruth forderte in einem Brief an den ägyptischen Präsidenten die Freilassung von Mahmoud und seiner beiden Brüdern.